# Casa Markovits-Mathézer
Clădire cu plan trapezoidal, situată la intersecția a trei străzi, aparține cel mai probabil arhitectului Frigyes Spiegel (alte surse menționează pe Havelard Antal), fiind datată în anul 1911. Regimul de înăltime este parter și trei etaje. Imobilul joacă un rol deosebit în atmosfera zonei atât prin amplasament cât mai ales prin valoarea lui funcțională și estetică.
Fațadele sunt abordate în mod asemănător, câte trei bovindouri, pe fiecare latură, din care câte două încadrează balcoane, la fiecare dintre etaje. Latura scurtă a clădirii este marcată de cele două bow-window-uri, care la exterior continuă planul fațadelor laterale. Și acestea încadrează balcoane, spre deosebire de soluția aleasă pentru fațadele laterale, aici s-a optat pentru înglobarea celui de-al treilea etaj în volumul bovindourilor